# L'Artère, le jardin des dessins
L’Artère, le jardin des dessins  est une œuvre de l'artiste français Fabrice Hyber. Il s'agit d'une sculpture en céramique à la mémoire des victimes du sida et en hommage à ceux qui se consacrent à la lutte contre l’épidémie. Créée en 2006, elle est installée dans le Parc de la Villette à Paris. 

## Description
L’œuvre est composé de carreaux de céramique peints par l’artiste. Elle a été réalisée à Monterrey au Mexique. Son nom doit se comprendre dans une multiplicité de sens : art terre, art taire, de même que certains des dessins (109 sang neuf). Elle permet ainsi de libérer la parole. Les éléments de la symbolique liée à l’épidémie du sida se déroulent sur la promenade de 1 001 m2.

## Commande
La réalisation de l’Artère, à la demande de l’association Sidaction, a été financée par le ministère de la culture et de la communication, la Mairie de Paris, le Parc de La Villette ainsi que par des fonds privés distincts des dons des donateurs de l’association Sidaction. L'artiste a fait don de ses droits à l'association. Le financement de l’œuvre a été de 1 750 000 € dont 530 000 € versés par le Ministère de la Culture au titre de la commande publique.

## Artiste
Fabrice Hyber (né en 1961) est un sculpteur français.